# Apocrypta meromassa
Apocrypta meromassa är en stekelart som beskrevs av Ulenberg 1985. Apocrypta meromassa ingår i släktet Apocrypta och familjen fikonsteklar.
Artens utbredningsområde är Papua Nya Guinea. Inga underarter finns listade i Catalogue of Life.